# ژرار اوسه
ژرار اوسه (فرانسوی: Gérard Hausser‎؛ زادهٔ ۱۸ مارس ۱۹۳۹) بازیکن سابق فوتبال اهل فرانسه است.
از باشگاه‌هایی که در آن بازی کرده‌است می‌توان به باشگاه فوتبال متس، باشگاه فوتبال کارلسروهه، باشگاه فوتبال استراسبورگ، و باشگاه فوتبال استراسبورگ، اشاره کرد.
وی همچنین در تیم ملی فوتبال فرانسه بازی کرده‌است.